# Мунія великодзьоба
Му́нія великодзьоба (Lonchura grandis) — вид горобцеподібних птахів родини астрильдових (Estrildidae). Ендемік Нової Гвінеї.

## Опис

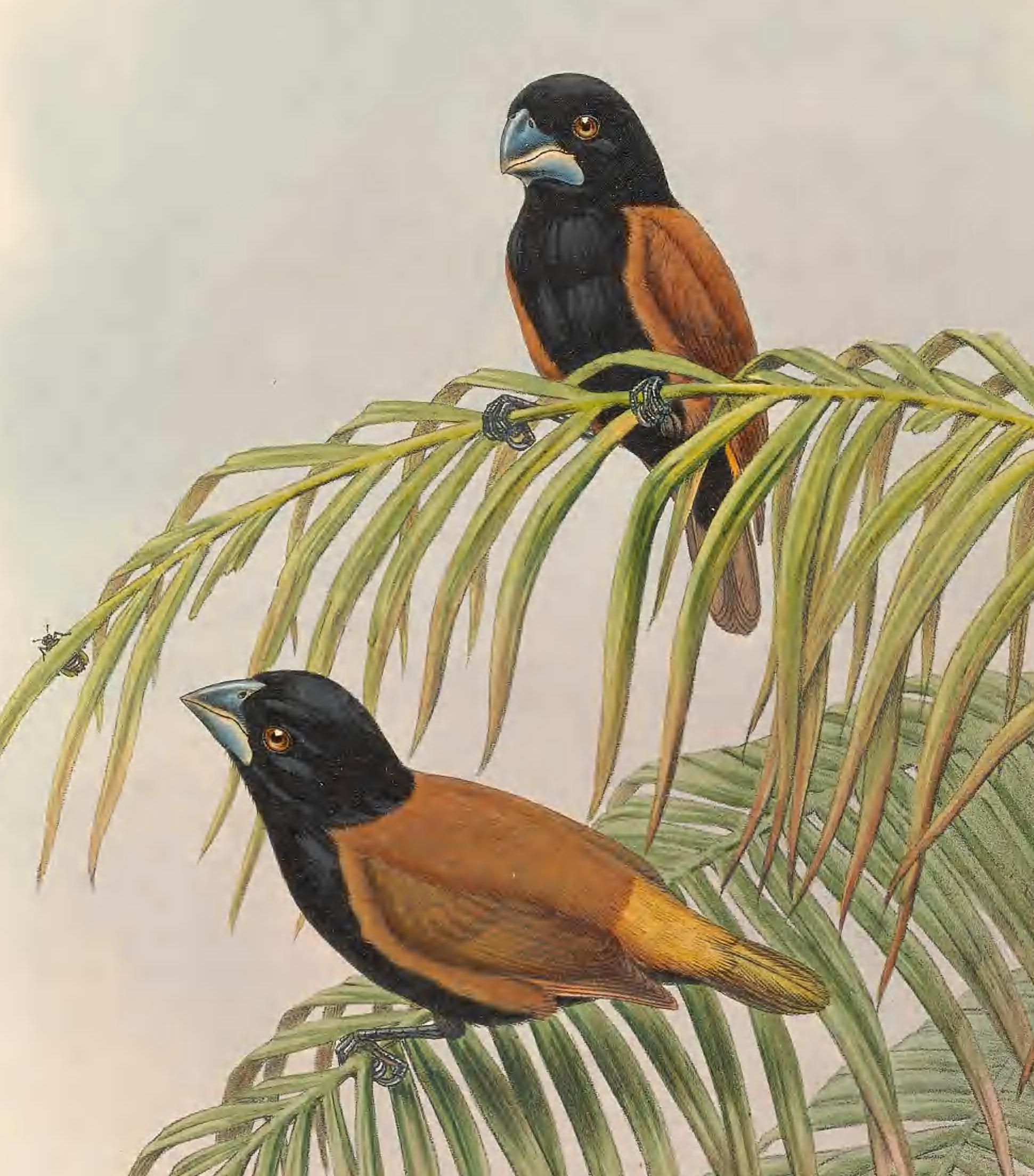
Великодзьобі мунії

Довжина птаха становить 12,5 см, вага 14,3 г. Виду не притаманний статевий диморфізм. Голова, горло і нижня частина тіла чорні, решта тіла рудувато-коричнева, надхвістя оранжево-охристе. Стернові пера загострені з охристими краями. Очі темно-карі, дзьоб великий, сріблясто-сірий, лапи сірі.

## Підвиди
Виділяють два підвиди:
- L. g. destructa (Hartert, EJO, 1930) — північний захід і північ Нової Гвінеї;
- L. g. grandis (Sharpe, 1882) — північний схід і південний схід Нової Гвінеї.

## Поширення і екологія
Великодзьобі мунії живуть в очеретяних і трав'янистих заростях на берегах водойм, на луках, болотах, на узліссях тропічних лісів. Зустрічаються зграями, на висоті до 1280 м над рівнем моря. Часто приєднуються до змішаних зграй птахів. Живляться насінням трав, іноді також ягодами, плодами, пагонами і дрібними летючими комахами. Розмножуються протягом всього року, пік гніздування припадає на завершення сезону дощів. Гніздо кулеподібне, в кладці від 3 до 5 яєць. Інкубаційний період триває 13-14 днів. Насиджують яйця і доглядають за пташенятами і самиці, і самці. Пташенята покидають гніздо через 3 тижні після вилуплення, однак батьки продовжують піклуватися про них ще 2 тижні.